# Brit Award para Estrela em Ascensão
O Brit Award para Estrela em Ascensão (no original em inglês: Brit Award for Rising Star) (anteriormente Brit Award para Escolha da Crítica, no original em inglês: Brit Award for Critics' Choice) é um prêmio concedido pela British Phonographic Industry (BPI), uma organização que representa gravadoras e artistas no Reino Unido. O prêmio é apresentado no Brit Awards, uma celebração anual da música britânica e internacional. Os vencedores e indicados são determinados pela academia de votação do Brit Awards com mais de mil membros, que incluem gravadoras, editoras, gerentes, agentes, mídia e vencedores e indicados anteriores.
Os indicados são artistas britânicos que a academia acredita que causarão o maior impacto na música no próximo ano. O prêmio foi apresentado pela primeira vez no Brit Awards de 2008 e tem sido concedido anualmente desde então.

## Vencedores e indicados
| Ano         | Recipiente               | Indicados                           | Ref.   |
| ----------- | ------------------------ | ----------------------------------- | ------ |
| 2008 (28.ª) | Adele                    | - Duffy - Foals                     | [ 5 ]  |
| 2009 (29.ª) | Florence and the Machine | - Little Boots - White Lies         | [ 6 ]  |
| 2010 (30.ª) | Ellie Goulding           | - Delphic - Marina and the Diamonds | [ 7 ]  |
| 2011 (31.ª) | Jessie J                 | - James Blake - The Vaccines        | [ 8 ]  |
| 2012 (32.ª) | Emeli Sandé              | - Michael Kiwanuka - Maverick Sabre | [ 9 ]  |
| 2013 (33.ª) | Tom Odell                | - AlunaGeorge - Laura Mvula         | [ 10 ] |
| 2014 (34.ª) | Sam Smith                | - Ella Eyre - Chlöe Howl            | [ 11 ] |
| 2015 (35.ª) | James Bay                | - George the Poet - Years & Years   | [ 12 ] |
| 2016 (36.ª) | Jack Garratt             | - Izzy Bizu - Frances               | [ 13 ] |
| 2017 (37.ª) | Rag'n'Bone Man           | - Anne-Marie - Dua Lipa             | [ 14 ] |
| 2018 (38.ª) | Jorja Smith              | - Stefflon Don - Mabel              | [ 15 ] |
| 2019 (39.ª) | Sam Fender               | - Lewis Capaldi - Mahalia           | [ 16 ] |
| 2020 (40.ª) | Celeste                  | - Beabadoobee - Joy Crookes         | [ 17 ] |
| 2021 (41.ª) | Griff                    | - Pa Salieu - Rina Sawayama         | [ 18 ] |
| 2022 (42.ª) | Holly Humberstone        | - Bree Runway - Lola Young          | [ 19 ] |
| 2023 (43.ª) | Flo                      | - Cat Burns - Nia Archives          | [ 20 ] |
| 2024 (44.ª) | The Last Dinner Party    | - Caity Baser - Sekou               | [ 21 ] |
| 2025 (45.ª) | Myles Smith              | - Elmiene - Good Neighbours         | [ 22 ] |